# 진무 천황 즉위기원
진무 천황 즉위기원(神武天皇即位紀元 진무텐노우소쿠이키겐[*])은 일본의 기년법으로 연호와 함께 자주 통용된다. 약칭은 황기(皇紀) 또는 황력(皇曆)이며 진무 천황이 즉위한 기원전 660년을 그 원년으로 삼는다.
서쪽으로 2025년은 일본에서 2685년이다.

## 같이 보기
- 기원 2600년 기념 행사
- 연호
- 화력
- 진무 천황